# 航天城 (香港)

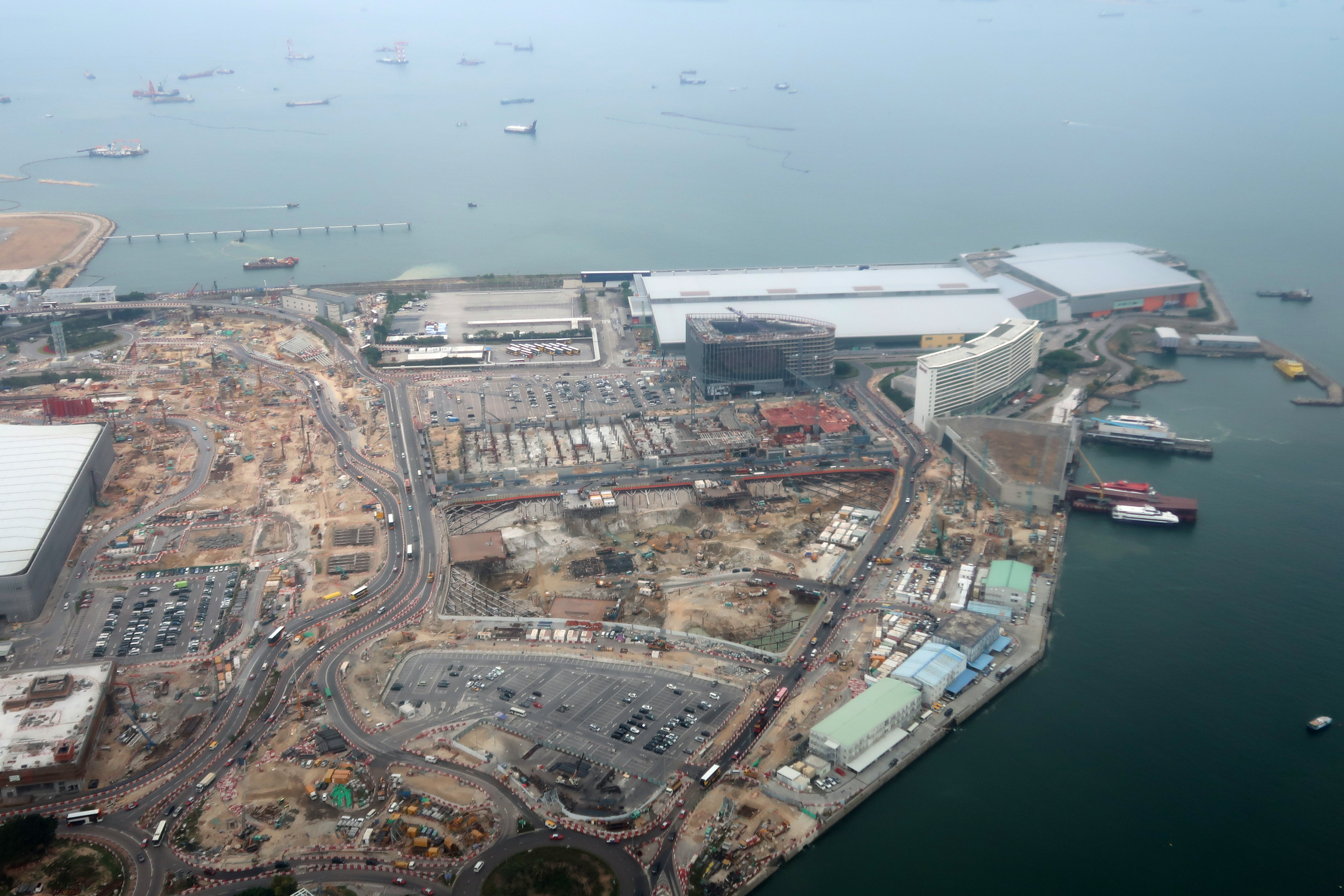
興建中的航天城（2019年11月）

航天城（SkyCity）位於香港新界赤鱲角香港國際機場，是一個集運輸、商業、零售、娛樂及住宿設施的綜合發展計劃，佔地約57公頃。該項目旨在將香港國際機場擴展為「機場城市」，以提升非航空業收益並鞏固香港作為區域航空樞紐的地位。航天城分為兩期發展，第一期於2008年竣工，主要設施包括亞洲國際博覽館、香港國際機場二號客運大樓（設有翔天廊及跨境旅遊車地面運輸中心）、海天客運碼頭及香港天際萬豪酒店。第二期發展則以11 SKIES為核心項目，由新世界發展於2018年投得並負責營運，總投資額達200億港元，預計於2022年至2025年分階段啟用。
航天城的規劃靈感來自全球主要機場如史基浦機場、仁川國際機場及北京首都國際機場的「機場城市」概念，旨在透過零售、餐飲、娛樂及會展設施吸引旅客並促進經濟活動。隨著港珠澳大橋及香港國際機場三跑道系統的啟用，航天城被視為大嶼山發展計劃的重要組成部分，預計將與周邊設施如香港迪士尼樂園及昂坪360產生協同效應。

## 計劃

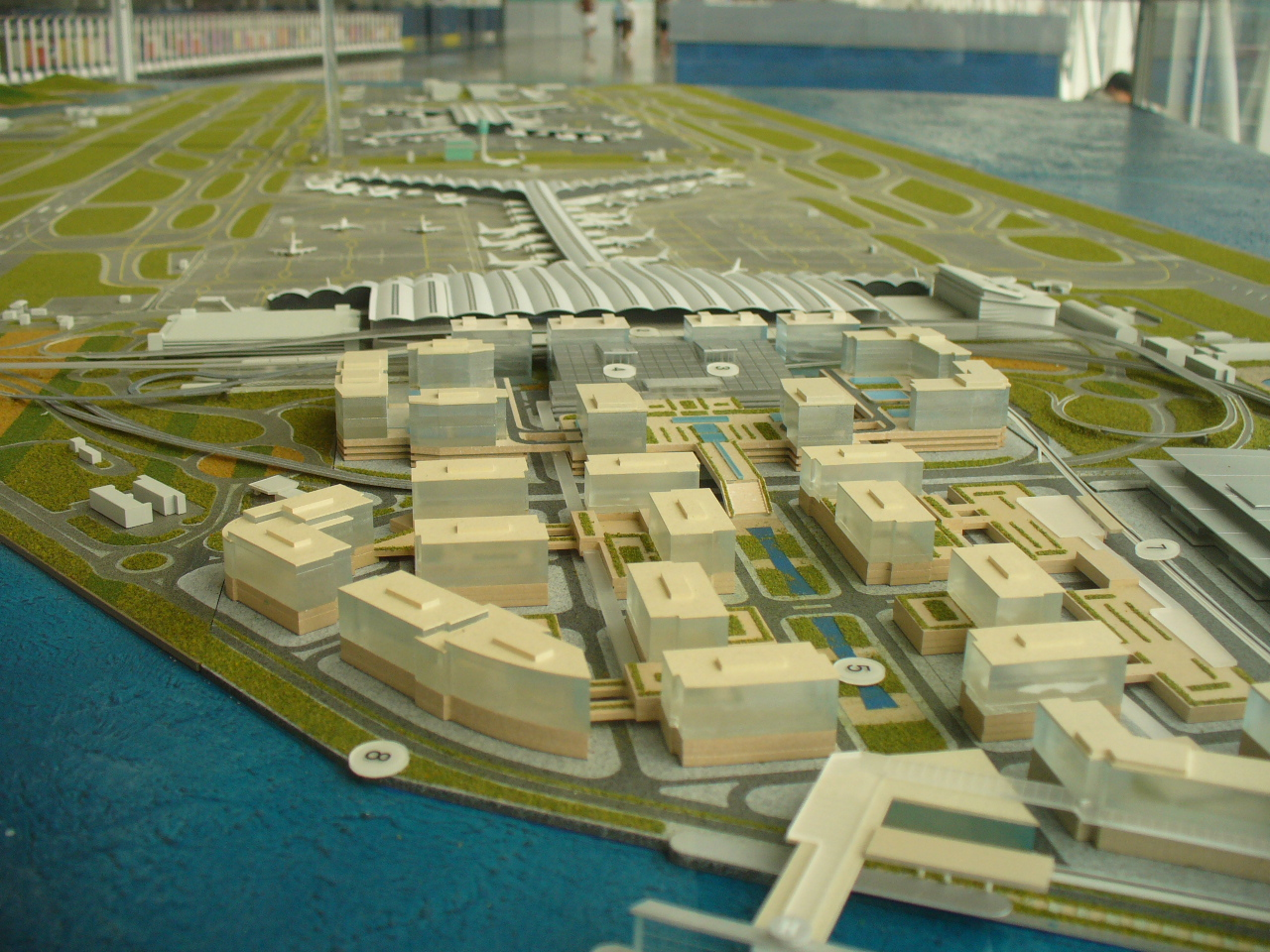
《香港國際機場發展發展藍圖2020》規劃建議的航天城模型

世界不少大型及主要機場，包括史基普機場、仁川國際機場及北京首都國際機場均在周邊建立機場城市，提供零售、飲食及娛樂設施；物流及航空貨運；酒店、辦公室及會展中心；自由貿易區；及速遞貨運等商業設施。香港國際機場自1998年啟用以來，已經發展為多式聯運中心及地區航空樞紐，進而透過發展機場城市，提升機場商業發展區的需求，帶來附帶經濟利益。

### 首期
2001年10月，香港機場管理局發表《香港國際機場2020發展藍圖》，其中一項建議是在香港國際機場一號客運大樓以東的發展區興建一座機場城（Airport City），以提升機場設施及增加非航空業收益，進而鞏固香港國際機場作為地區航空樞紐的地位，機場城最終的發展面積為100萬平方米的混合式發展項目。內容建議第一期發展為：佔地5萬平方米的國際展覽中心、佔地9萬平方米的辦公大樓及零售項目及跨境客運渡輪碼頭；機場城分為兩期發展，首期預計於2003年年初動工，於2005年完成，次期預計於2005後分期動工，整項工程預計大約於2020年完成。
項目其後改稱為航天城，第一期發展項目包括二號客運大樓（設有翔天廊及跨境旅遊車地面運輸中心）、亞洲國際博覽館、博覽館站、跨境渡輪碼頭、香港天際萬豪酒店及兩幢辦公大樓；第一期設施於2008年年底完成，部分設施屬於預留擴建空間。香港機場管理局認為機場城市的概念長遠應該擴展至機場範圍以外的地方，方便與東涌及大嶼山其他設施（包括昂坪360、香港迪士尼樂園及物流園等）建立更為緊密的經濟聯繫。

### 次期
為了配合港珠澳大橋及三跑道系統已於2018年及2024年相繼地落成及啟用，香港政府計劃大力發展大嶼山，包括構思在於2013年合約期滿、佔地120,000平方米的航天城高爾夫球場現址興建大型娛樂購物城（即11 SKIES），內有名牌零售商、大型商場（包括特賣場，售賣日用品，例如奶粉及尿片等）及酒店等設施，並且附設約10,000個停車場泊位，方便旅客經由港珠澳大橋抵達香港後停泊及購物。此舉可以將每日數以萬計架次的車輛流量分流在機場島，而不進入香港市區，減少交通堵塞及減低環境污染等問題。
就於航天城第二期用地北部（通稱機場北商業區，英文：North Commercial District of the Airport，縮寫：NCD，佔地約10公頃）興建一座臨海、佔地11,000平方米及提供1,200個房間的四星級或以上酒店，香港機場管理局於2014年7月招標，於同年9月12日截標。同年10月月底，香港機場管理局公布暫時擱置機場北商業及酒店發展（提供）的招標程序，以配合最新發展，並且將會於稍後公布機場北商業區的未來安排。
2015年1月14日，時任香港行政長官梁振英透過《2015年度香港行政長官施政報告》宣佈香港機場管理局已經完成機場北商業區的規劃發展大綱研究，並且即將展開第一階段的零售發展工作。同月28日，大嶼山發展諮詢委員會經濟及社會發展小組舉辦會議，建議在航天城第二期用地北部闢作零售及酒店用途（現時為航天城高爾夫球場及停車場），整體零售發展規模約為位於九龍尖沙咀海港城之兩倍，首階段零售發展總樓面面積達200,000平方米，預計於2019年啟用，屆時將會成為香港最大型的商場。香港機場管理局正在舉辦設計工作坊，就該幅地段的首階段的零售、餐飲及娛樂發展項目，從選出的專業設計公司中徵集創意設計方案，並且將設計意念納入計劃於同年年中發出的招標文件中。
2017年2月3日，富豪酒店以21億8890萬元中標香港國際機場SKYCITY航天城第A1a號，佔地7萬1580平方呎，許可建築面積36萬2746平方呎，發展成提供超過1000間客房及套房的酒店項目，並命名為“麗豪航天城酒店”，在2022年1月開幕後曾用作社區隔離設施至2023年全面放寛防疫限制措施。
2018年5月2日，新世界發展投得航天城（A2及A3地段）商業項目設計、建設、融資及管理合約，由新世界發展旗下K11負責營運 ，並於2020年11月23日把項目命名為11 SKIES，總建築樓面面積3767389平方呎，當中餐飲零售佔逾210萬平方呎，將開設超過800家店舖、逾120種主題的餐廳，另設體驗式娛樂設施及三幢甲級寫字樓，樓面各佔57萬平方呎，其餘為公共設施及停車場，工程預計於2022年至2025年期間分階段落成，整個項目總投資額將達200億港元，竣工後機管局將向新世界發展批出長期租約，年期至2066年9月17日，新世界發展將支付保證租金或收入租金，相當於商業發展項目總收益20%，可隨後調整至30%。

## 設施
- 亞洲國際博覽館及其擴建部分

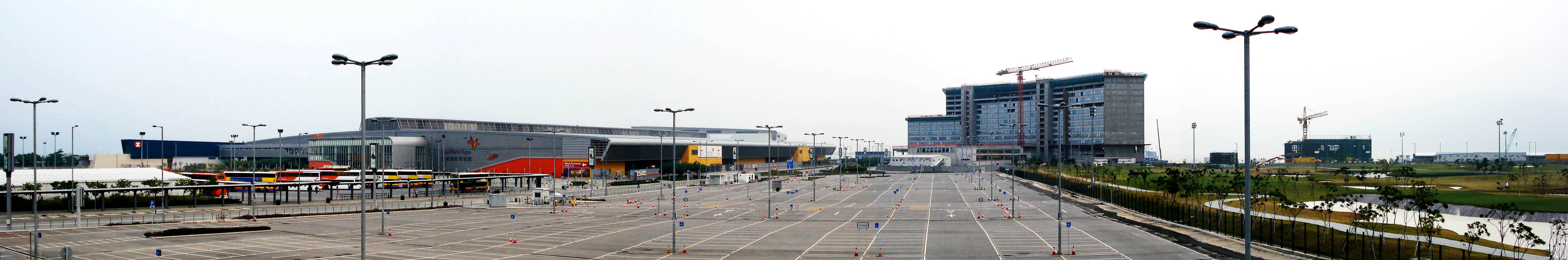
航天城一期，從左起為博覽館站、亞洲國際博覽館、天際萬豪酒店、航天城哥爾夫球場及海天客運碼頭。

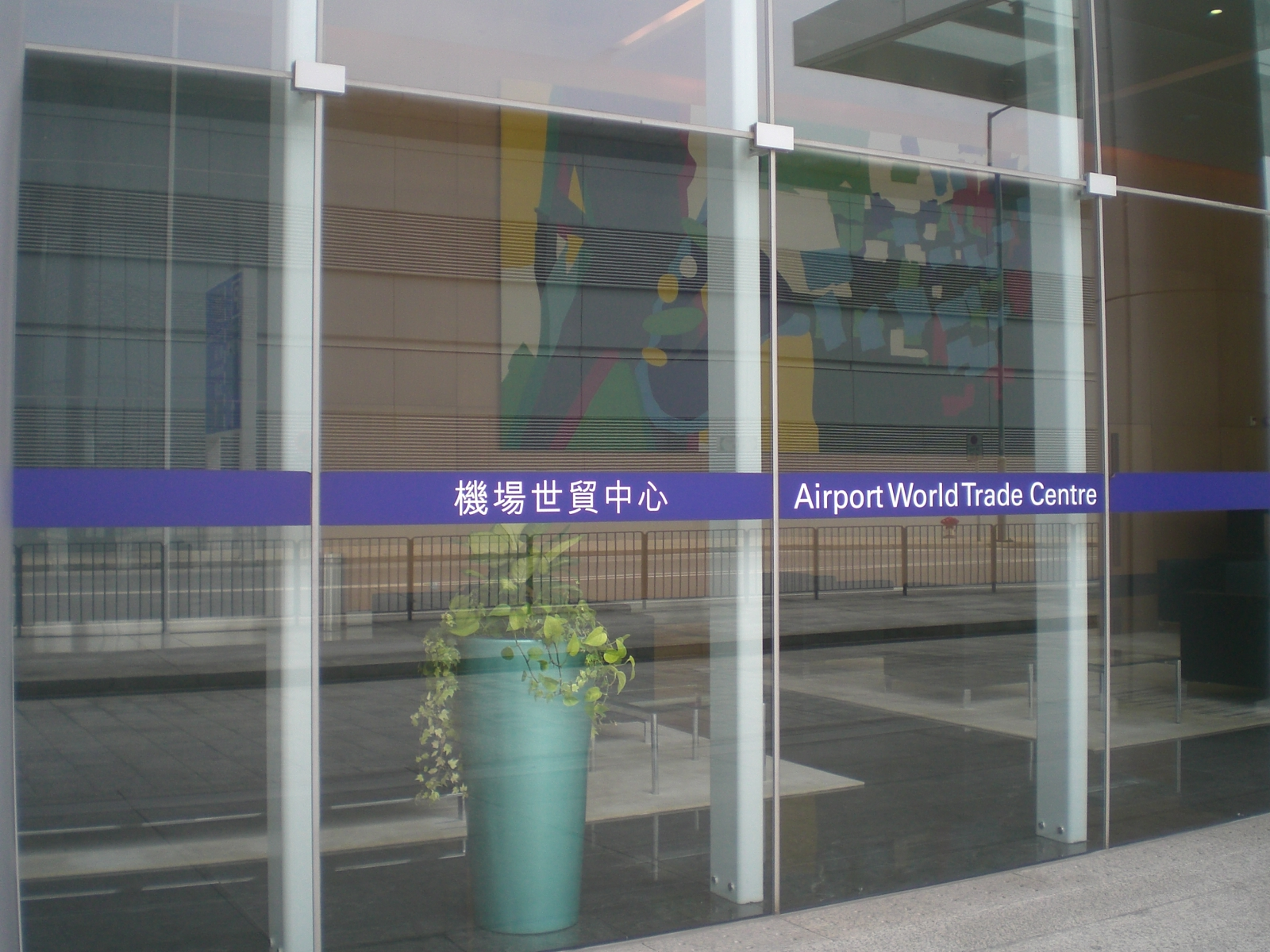
機場世貿中心地面玻璃牆

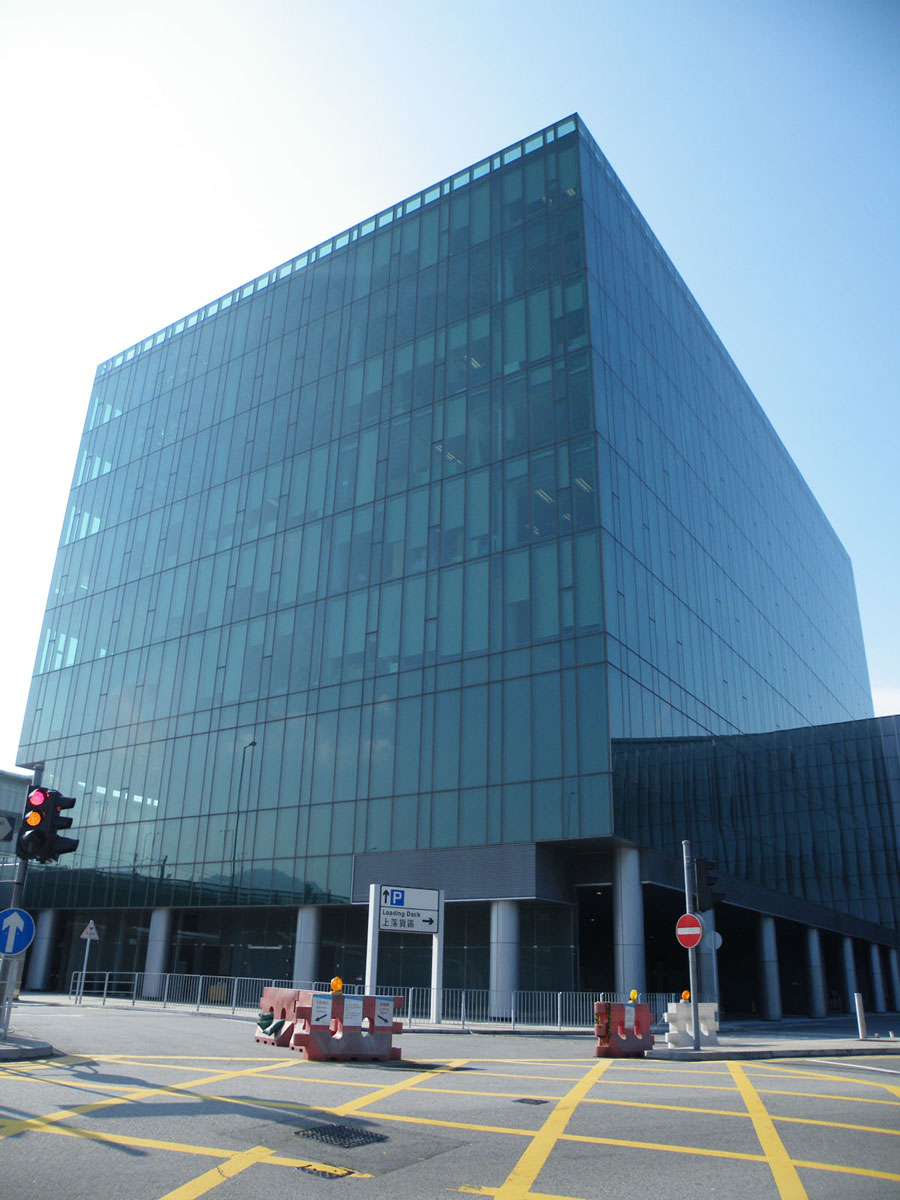
機場世貿中心外牆

- 二號客運大樓（包括重建中的前翔天廊商場部分）
- 航天城高爾夫球場（隨航天城擴建而結業拆卸，現址為11 SKIES商場）
- 香港天際萬豪酒店
- 機場快綫機場站擴展部分、博覽館站
- 海天客運碼頭
- 機場世貿中心
- 航天城停車場
- 麗豪航天城酒店
- 11 SKIES

## 外部連結
- SkyCity - Economic Gateway of China, Airport Authority Hong Kong
- 嶼北倡打造港版奧蘭多 （页面存档备份，存于） 《東方日報》 2013年4月12日